# Archipiélago de San Pedro y San Pablo
El archipiélago de San Pedro y San Pablo (en portugués: arquipélago de São Pedro e São Paulo, antiguamente denominado Penedos de São Pedro e São Paulo) es un conjunto de pequeñas islas rocosas que se sitúan en la parte central del océano Atlántico ecuatorial, a 870 km de las islas Fernando de Noronha y 1010 kilómetros de la ciudad de Natal, en el estado de Río Grande do Norte, Brasil.
Fue declarado como parte del territorio brasileño, perteneciente al estado de Pernambuco. En 1998 fue inaugurada la Estación Científica en la Isla Belmonte, dando inicio al "Programa Archipiélago San Pedro y San Pablo" (Pro-Archipiélago) bajo administración de la Secretaria de la Comisión Interministerial para los Recursos del Mar (SECIRM, por sus siglas en portugués). La presencia permanente de 4 científicos en la Estación Científica justifica la permanencia de humanos en el Archipiélago, que es fundamental para obtener el reconocimiento internacional como territorio brasileño. La roca expuesta es peridotito serpentinado, siendo la única exposición mundial de manto abisal por encima del nivel del mar.
El archipiélago de San Pedro y San Pablo tiene un área total de aproximadamente 1,2 hectáreas (0,012 km²) y una altitud máxima de 18 m. Está constituida por 5 islas mayores y numerosos cayos rocosos, siendo uno de los lugares más inhóspitos del país.
- Isla Belmonte (Sudoeste): 5.380 m²
- Isla Challenger (San Pablo, Sudeste): 3.000 m²
- Isla Nordeste (San Pedro): 1.440 m²
- Cayo Cabral (Noroeste): 1.170 m²
- Cayo Sur (Sur): 943 m²

Ninguno de los cayos dispone de agua potable. Sólo el mayor de los islotes cuenta con vegetación, que es rastrera y escasa. Las demás rocas no poseen ningún tipo de flora. Los roqueríos están habitados por aves marinas de las especies Sula leucogaster, Anous stolidus, Anous minutus; cangrejos (Grapsus grapsus), insectos y arañas, a quienes sirven de abrigo, y cuyas oquedades quedan cubiertas por el excremento de las aves que da lugar al guano, un tipo de abono orgánico natural.

## Historia
Las rocas fueron descubiertas accidentalmente por navegantes portugueses, cuando la Armada del 20 de abril de 1511, compuesta por seis carabelas, bajo el mando del capitán mayor García de Noronha, con destino a la India, registró allí su primer naufragio y según el Libro de las Armadas, tan sólo dos de sus embarcaciones llegaron a destino. Navegando en mar abierto y noche cerrada, se oyó de súbito el rugir de las olas, y antes de que fuera posible tomar cualquier providencia, la nave São Pedro, bajo el mando del capitán Manuel de Castro Alcoforado, se encontraba encallada sobre unos arrecifes, con su fondo destruido.
En la mañana del día 16 de febrero de 1832, las roquerías fueron visitados por Charles Darwin durante la primera parte de su viaje a bordo del HMS Beagle alrededor del mundo. Por allí pasó también el irlandés Ernest Henry Shackleton (1874-1922), a bordo del Quest, en 1921 (Expedición Shackleton–Rowett 1921-1922). Otros visitantes ilustres fueron Gago Coutinho y Sacadura Cabral, que amainaron allí en 1922, para reabastecimiento con el Cruzador República, de la Marina de Portugal.
El 1 de junio de 2009 se produjo en sus proximidades la tragedia del avión Airbus A330 de la compañía francesa Air France que cubría el Vuelo 447 de Air France Río de Janeiro-París, en el cual fallecieron 228 personas, lo que constituye la mayor catástrofe de la historia de la aeronavegación francesa.

## El Programa Archipiélago
Aunque inhóspito para la vida humana, el reciente interés por el archipiélago condujo a la firma, por parte de Brasil, de la Convención de las Naciones Unidas sobre el Derecho del Mar. Aun cuando el archipiélago siempre haya sido objeto de investigaciones, tratando de reconocer sus recursos pesqueros así como los parámetros físico-químicos y biológicos de sus aguas y de la recogida de datos meteorológicos, en 1995 la Marina de Brasil inició allí la construcción de un nuevo faro, para reducir la incidencia de naufragios en aquellas aguas, causadas por la poca visibilidad de los arrecifes, que presentan altitud máxima de 18 metros y que son batidos permanentemente por las olas.
El faro primitivo había sido construido en la Isla Belmonte en 1930, por la tripulación del navío Belmonte, bajo el mando del capitán de fragata Álvaro Nogueira da Gama. El trabajo se vio interrumpido por los inicios de la Revolución de 1930, y sólo fue concluido en 1931, para ser destruido, probablemente por un terremoto, en 1933, dejado al abandono.
El actual faro se localiza en la Roca Sudoeste. Es automático y construido en fibra de vidrio, con sección cilíndrica de un metro de diámetro con seis metros de altura.
En dicha ocasión fueron iniciados además estudios para la construcción de una edificación que sirviese de base a un grupo de investigación que se continuaría las investigaciones oceanográficas y de medio ambiente del archipiélago, instituyéndose así el llamado Programa Archipiélago.
Con el apoyo de la Marina, fueron realizados cuatro viajes al archipiélago, iniciándose estudios de aspecto físico-ambientales, topográficos, de comportamiento de las aves y otros, resultando de ello la implantación de la Estación Científica del Archipiélago de San Pedro y San Pablo (ECASPSP, por sus siglas en portugués), inaugurada en 1998.
En una edificación de madera de 45 metros cuadrados, equipos de científicos e investigadores se intercambian cada 15 días, con el apoyo de la Marina de Brasil. Las instalaciones se componen de una cocina, un comedor, centro de comunicaciones, habitación para cuatro personas, baño y balcón. El tejado cuenta con paneles fotovoltaicos para generación de energía eléctrica. A pequeña distancia se levanta un abrigo para los generadores y baterías, un equipo de desalinización de agua de mar y otro abrigo para cilindros de oxígeno y gas. Una pasarela une la base al punto de embarque. Entre los equipos científicos cuentan con un mareógrafo.
Entre el 5 y el 6 de junio de 2006, la estación de investigación fue parcialmente destruida por una fuerte tormenta. Sin embargo fue reconstruida inmediatamente.